# Związek Spółdzielni Rolniczych na Polskę Zachodnią
Związek Spółdzielni Rolniczych na Polskę Zachodnią (niem. Verband landwirtschaftlicher Genossenschaften in Westpolen) – jeden z pięciu związków rewizyjnych spółdzielni, należących do mniejszości narodowej niemieckiej w okresie II Rzeczypospolitej.

## Historia
Związek utworzony został w 1889 roku w Poznaniu. Związek zrzeszał głównie spółdzielnie rolnicze, ale w tym również 23 banki ludowe i 76 kas Raiffeisena. W 1933 roku utracił uprawnienia rewizyjne na rzecz Związku Spółdzielni Niemieckich w Polsce. Centralą finansową związku był niewielki Landwirtschaftliche Zentralgenossenschaftbank w Poznaniu, mający 18 oddziałów na terenie byłego zaboru pruskiego.